# Robert Walterskirchen
Robert Freiherr von Walterskirchen (* 20. Februar 1839 in Pressburg, damals in Ungarn (21. Februar 1839 laut Taufeintrag); † 12. Juni 1920 in Klagenfurt) war Gutsbesitzer und Abgeordneter zum Österreichischen Abgeordnetenhaus.

## Leben
Robert Walterskirchen war Sohn des Rittmeisters und Herrschaftsbesitzers Wilhelm Freiherr von Walterskirchen († 1884). Er trat im Jahr 1856 als Kadett in die Armee ein, wurde 1858 Leutnant und wenig später außer Dienst gestellt. In den 1870er Jahren wurde er Besitzer eines kleinen Guts in Kapfenberg und Mitbesitzer der Herrschaft Ober-Thal (in der Gemeinde Thal) und Plankenwarth (in der Gemeinde St. Oswald bei Plankenwarth), das im Jahr 1905 verkauft wurde. Außerdem hatte er weitere Grundstücke in Graz. Im Jahr 1882 kaufte er einen Bauernhof in Pritschitz und baute ihn zu einem Gutsbetrieb aus (Gut Walterskirchen). Er starb im Sanatorium Maria Hilf in Klagenfurt.
Von 1871 bis 1877 war er Mitglied im steiermärkischen Landtag (IV. Wahlperiode).
Er war römisch-katholisch und blieb zeit seines Lebens ledig, hatte aber eine uneheliche Tochter. Er war der Neffe von Georg Wilhelm Freiherr von Walterskirchen. Sein Schwager war Eduard Graf Pálffy.

## Politische Funktionen
Robert Walterskirchen war mit einer eineinhalb Monate dauernden Unterbrechung vom 4. November 1873 bis zum 9. September 1882 Abgeordneter des Abgeordnetenhauses im Reichsrat (V. und VI. Legislaturperiode) und war dort in beiden Legislaturperioden für das Kronland Steiermark, Kurie Städte 7 (Judenburg, Weißkirchen, Oberzeiring, Knittelfeld, Obdach, Neumarkt, Unzmarkt, St. Lambrecht, Murau, Oberwölz, St. Peter, Liezen, Admont, St. Gallen, Gröbming, Schladming, Irdning, Rottenmann, Aussee) zuständig. Er legte kurzfristig sein Mandat am 20. März 1882 wegen einer Ablehnung des Klubbeschlusses zur Wahlrechtsreform zurück, wurde aber schon am 6. Mai 1882 wiedergewählt. Am 9. September 1882 trat er nach Wählerprotesten wegen seiner Teilnahme an der Gründung der Deutschen Volkspartei in Wien abermals zurück.

## Klubmitgliedschaften
Robert Walterskirchen war ab 1873 Mitglied im Fortschrittsklub, ab 1879 im Klub der Vereinigten Fortschrittspartei und ab dem 19. November 1881 bei der deutschfortschrittlichen Vereinigten Linken.